# Victorella pavida
Victorella pavida is een mosdiertjessoort uit de familie van de Victorellidae. De wetenschappelijke naam van de soort is voor het eerst geldig gepubliceerd in 1870 door Saville Kent.

## Omschrijving
Victorella pavida is een rechtopstaande, niet-verkalkt mosdierjessoort die voorkomt in ondiepe wateren met een laag of fluctuerend zoutgehalte, zoals lagunes en estuaria. In de zomer (het groeiseizoen) kan het er fluweelachtig uitzien. De individuele diertjes (zoïden) kunnen 0,3 mm tot 1 mm lang zijn. Ze leven in kolonies onder water en hechten zich vast aan vegetatie, houtachtig puin, schelpen, steigers, palen en boten. Ze voeden zich met kleine haartjes die aan hun tentakelkrans (lofofoor) zijn bevestigd om kleine deeltjes op te vangen die door het water stromen, ook wel bekend als "filtervoeding".

## Verspreiding
Deze soort werd voor het eerst in 1870 beschreven vanuit Londen en is vervolgens gerapporteerd vanuit een aantal locaties, waaronder verschillende Noord-Europese havens, de Middellandse Zee, de Zwarte en Kaspische Zee, Israël, India, Thailand, Japan, Uruguay, Brazilië, Californië en de Atlantische kusten en de Golfkusten van Noord-Amerika. De taxonomie van deze soort is in sommige contexten moeilijk te onderscheiden en de geschiedenis van zijn verspreiding over de hele wereld is onbekend. Het wordt als een introductie beschouwd in Noord-Europa en de Pacifische kust van Noord-Amerika.